# Antonov An-10
L'Antonov An-10 (in caratteri cirillici Антонов Ан-10, nome in codice NATO Cat) fu un quadrimotore turboelica da trasporto passeggeri civile progettato dall'OKB 153 diretto da Oleg Konstantinovič Antonov e sviluppato in Unione Sovietica nella seconda parte degli anni cinquanta.
Destinato ad equipaggiare la compagnia di bandiera sovietica Aeroflot sulle rotte a breve-medio raggio, trovò impiego, al termine del suo periodo di utilizzo civile, anche in ambito militare come dotazione dei reparti di trasporto della Voenno-vozdušnye sily (VVS).

## Storia del progetto
La progettazione di questo aereo di linea quadrimotore, destinato a rotte da 500–2000 km, iniziò alla fine del 1955 e fu ispirata dal N Izdeliye (versione passeggeri dell'Antonov An-8). Il primo prototipo volò il 7 marzo 1957, rivelando scarsa stabilità direzionale, il che portò all'adozione di un impennaggio verticale più alto e ad altre modifiche aerodinamiche.
L'Aeroflot iniziò ad operare con l'An-10 dal 22 luglio 1959, sulla rotta Mosca - Sinferopoli, l'attuale capitale della Repubblica autonoma di Crimea, situata nell'Ucraina sud-orientale.
Configurato con 85 posti a sedere, la cabina era spaziosa e con posti ampiamente distanziati. L'uso inefficiente del volume cabina incise negativamente sul carico utile, molto inferiore a quello del contemporaneo Ilyushin Il-18, ma comunque superiore al Tupolev Tu-104. Nel tempo i posti a sedere furono aumentati fino a 132, riducendo la distanza tra i sedili e cambiando la disposizione della cabina.
Dell'Antonov An-10 furono costruiti complessivamente 104 esemplari. Antonov contemporaneamente all'An-10, in versione civile e trasporto paracadutisti (45 An-10TS prodotti), sviluppò e produsse l'An-8 per trasporto e supporto militare e l'An-12 come aereo da trasporto militare.
Le prestazioni del An-10 e An-10A erano buone e l'aereo dimostrò costi sedile/miglia più bassi rispetto al contemporaneo Tupolev Tu-104 con motori a getto. Il 22 aprile 1962 un An-10A pilotato da A. Mitronin ottenne un record mondiale di velocità su 500 km ad anello chiuso, percorsi a una media di 730,6km/h (454,0mph).
L'An-10 era comunque caratterizzato da problemi di controllo e stabilità, che comportarono due incidenti mortali nel 1959. In seguito, il 18 maggio 1972, un An-10 in avvicinamento all'aeroporto di Charkiv si schiantò al suolo uccidendo 8 persone dell'equipaggio e 113 passeggeri. L'inchiesta dimostrò problemi di deterioramento in molti An-10 e a seguito di questo incidente Aeroflot cessò l'utilizzo del modello. Dopo il ritiro dal servizio da parte dell'Aeroflot, 25 An-10 in buone condizioni furono trasferiti alla VVS (Forze Aeree Sovietiche) e altri al MAP (Ministero delle Attività Produttive).
Gli An-10 furono ritirati dal servizio nel 1974. Alcuni esemplari sono oggi conservati presso mostre e musei, alcuni di essi sono stati trasformati in teatri per bambini (a Kiev, Samara e Novocherkassk).

## Utilizzatori

### Civili
Unione Sovietica
- Aeroflot

### Militari
Unione Sovietica
- Voenno-vozdušnye sily